# Bysjön (Silleruds socken, Värmland)
Bysjön är en sjö i Årjängs kommun i Värmland och ingår i Göta älvs huvudavrinningsområde. Sjön är 11 meter djup, har en yta på 1,18 kvadratkilometer och är belägen 123,1 meter över havet. Sjön avvattnas av vattendraget Älgåbäcken. Vid provfiske har bland annat abborre, björkna, braxen och gers fångats i sjön.

## Delavrinningsområde
Bysjön ingår i det delavrinningsområde (658259-130397) som SMHI kallar för Utloppet av Bysjön. Medelhöjden är 173 meter över havet och ytan är 10,63 kvadratkilometer. Det finns inga avrinningsområden uppströms utan avrinningsområdet är högsta punkten. Älgåbäcken som avvattnar avrinningsområdet har biflödesordning 4, vilket innebär att vattnet flödar genom totalt 4 vattendrag innan det når havet efter 255 kilometer. Avrinningsområdet består mestadels av skog (72 procent). Avrinningsområdet har 1,32 kvadratkilometer vattenytor vilket ger det en sjöprocent på 12,4 procent.

## Fisk
Vid provfiske har följande fisk fångats i sjön:
- Abborre
- Björkna
- Braxen
- Gärs
- Gädda
- Löja
- Mört
- Sarv